# Astrantia bavarica
Astrantia bavarica är en växtart i släktet stjärnflockor, och familjen flockblommiga växter. Den beskrevs av Friedrich Wilhelm Schultz 1858.
Arten återfinns i östra Alperna.